# Coccoloba wurdackii
Coccoloba wurdackii är en slideväxtart som beskrevs av Howard. Coccoloba wurdackii ingår i släktet Coccoloba och familjen slideväxter. Inga underarter finns listade i Catalogue of Life.